# Federal Correctional Institution, Victorville Medium I
Federal Correctional Institution, Victorville Medium I (FCI Victorville Medium I) är ett federalt fängelse och är belägen i Victorville, Kalifornien i USA. Den är en del av Federal Correctional Institution, Victorville och som ingår i fängelsekomplexet Federal Correctional Complex, Victorville (FCC Victorville) sedan 2004 när FCC Victorville inrättades.
Det ingår också ett annat fängelse i FCI Victorville Medium I och det är ett federalt kvinnofängelse med namnet Federal Prison Camp Victorville (FPC Victorville).

## Fängelser

### FCI Victorville Medium I
Fängelset förvarar manliga intagna som är klassificerade för säkerhetsnivån "medel". Den förvarade 1 580 intagna för november 2022.
FCI Victorville Medium I invigdes i juni 2000.
Personer som varit intagna på FCI Victorville Medium I är bland andra John Walker Lindh.

### FPC Victorville
Fängelset förvarar kvinnliga intagna som är klassificerade med den federala säkerhetsnivån för öppen anstalt. Den förvarade 253 intagna för november 2022.
FPC Victorville invigdes i januari 2000.